# Della Ferrera
Della Ferrera is een Italiaans historisch merk van motorfietsen.
De bedrijfsnaam was: Fratelli Della Ferrera, Torino.
Della Ferrera bouwde al vanaf 1909 functionele, maar niet bijzonder fraaie motorfietsen, waarop men wel 100.000 km garantie durfde te geven. Tot na de Eerste Wereldoorlog was het een van de vooraanstaande Italiaanse motorfietsmerken. Het eerste model had al een 330cc-kopklepmotor, die al snel vergroot werd tot 500 cc. De kleppen hingen in V-vorm in de cilinderkop en de uitlaatklep werd gesloten door een kleine bladveer. Die bladveer was aanvankelijk de Achilleshiel van de motor, omdat ze nog weleens brak, maar dat probleem werd door gebruikmaking van andere materialen opgelost. Van serieproductie was nog geen sprake: elke nieuw exemplaar werd gemoderniseerd op basis van de ervaringen met het vorige. De gebroeders Della Ferrera maakten bijna alle onderdelen van hun motorfietsen, met uitzondering van de banden en delen van de ontsteking zelf, inclusief de carburateurs. De productieaantallen bleven bescheiden omdat de motorfietsen stuk voor stuk met de hand werden gebouwd. In 1913 bouwden de broers een 500cc-V-twin, die verder alle kenmerken van de eerdere eencilinders behield. In 1914 verscheen een heel moderne 500cc-eencilinder met vier kopkleppen. De machine had ook al voor- en achterremmen. De bediening van de voorrem onderbrak tegelijk de ontsteking, zodat de remwerking verbeterd werd. Door successen in wedstrijden was 1914 een goed jaar voor Della Ferrera, maar door het uitbreken van de Eerste Wereldoorlog werd de ontwikkeling onderbroken. Della Ferrera bouwde tijdens de oorlog de modellen uit 1914 verder, maar de broers ontwikkelden intussen ook nieuwe versnellingsbakken en kettingaandrijving. Zo konden ze in 1919 meteen een nieuwe 636cc-eencilinder met kickstarter, voetbediende koppeling, vier versnellingen en primaire- en secundaire kettingaandrijving uitbrengen, naast een 1006cc-V-twin met dezelfde kenmerken. De machines kregen nu ook een veel betere afwerking.
In 1920 volgden een nieuw 636cc-model en een nieuwe 803cc-tweecilinder, maar dit keer met een zijklepmotor. In 1921 verschenen drie modellen: De Turismo, de Gran Turismo en de Corsa. De Turismo was een 637cc-eencilinder zijklepper die leverbaar was met voor en achter een bladveersysteem. In die tijd waren klanten echter nog huiverig voor achtervering; men dacht dat die de stabiliteit negatief beïnvloedde. Daarom bracht Della Ferrera het model naar keuze van de klant ook zonder achtervering uit. De Gran Turismo werd op dezelfde manier gebouwd, maar had een 1048cc-tweecilinderzijklepmotor. Beide modellen hadden vier versnellingen. De Corsa was het sportmodel, met een 496cc-eencilindermotor. Hij leek veel op de Turismo, maar werd niet met achtervering geleverd.
Met deze modellen kon Della Ferrera enkele jaren vooruit. Pas in 1923 kwamen er nieuwe modellen: een 637cc-eencilinder en een 998cc-V-twin met een blokhoek van 45°, allebei zijkleppers. In 1924 maakte het bedrijf een bijzonder uitstapje: er verscheen een hulpmotor voor fietsen die ongeveer 130 cc groot moet zijn geweest. Bovendien was het een tweetaktmotor. De productie duurde echter niet erg lang.
In 1925 verscheen er een zeer zware en luxueuze machine, de Sport Lusso, die moest concurreren met de modellen van Harley-Davidson en Indian. Hij had een 1394cc-V-twin zijklepmotor en voor en achter bladvering. De machine was zeer zorgvuldig afgewerkt en had onderling uitwisselbare wielen.
In 1926 volgde een 500cc-eencilinder met drie versnellingen, maar in die tijd werkte men ook al samen met Augusto Monaco aan een snelle 250cc-paralleltwin met compressor. In 1928 kwam er een 175cc-eencilinder kopklepper met stoterstangen en haarspeldveren voor de kleppen. Het was een blokmotor met geïntegreerde handgeschakelde drieversnellingsbak. De machine had geen achtervering maar aan de voorkant een parallellogramvork. Tot 1932 beperkte het bedrijf zich tot de 175cc-machine en twee 500cc-modellen, een met zijkleppen en een met kopkleppen. Toen presenteerde men op de motortentoonstelling van Turijn een vlotte 350cc-stoterstangenmotor met licht voorover hellende cilinder en blokmotor. Dit model kwam er in twee uitvoeringen: Sport en Super Sport. De machines hadden een wiegframe en achtervering met frictiedempers. Al snel volgde ook een 500cc-versie. Tot 1935 bleven deze modellen in productie, zonder grote wijzigingen. In dat jaar werd het programma uitgebreid met een 500cc-zijklepper met vier versnellingen. In 1936 volgde een nieuwe 350cc-kopklepper en een 523cc-zijklepper, die zowel met als zonder achtervering leverbaar waren.
In 1942 moest de motorfietsproductie stilgelegd worden. Della Ferrera moest reservedelen voor de oorlogsindustrie maken. Na de Tweede Wereldoorlog verschenen er geen nieuwe modellen meer. Men leverde nog tot 1948 350- en 500cc-motorfietsen, maar waarschijnlijk werden die uit de vooroorlogse onderdelenvoorraad opgebouwd.